# Biblián
Biblián è una parrocchia urbana dell'Ecuador, capoluogo dell'omonimo cantone, nella provincia di Cañar.